# Norrbotten

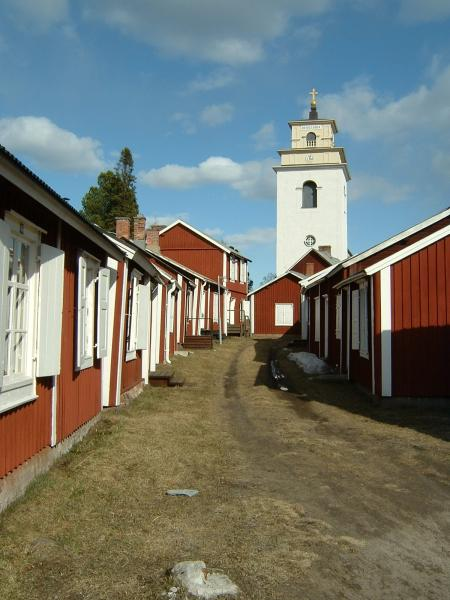
Kirchendorf Gammelstad bei Luleå, ein Weltkulturerbe

Norrbotten ist eine der historischen Provinzen (schwedisch landskap) Schwedens. Norrbotten zählt erst seit Anfang des 19. Jahrhunderts zu den landskap, als es von Västerbotten abgetrennt wurde. Es liegt im Norden Schwedens und grenzt im Norden und Westen an Lappland, im Süden an Västerbotten und Bottenwiek und im Osten an Österbotten Finnlands.

## Geographie
Norrbotten erstreckt sich von Piteå längs der Ostseeküste nach Norden und umfasst auch die von Norden kommenden Flusstäler des Kalix- und Torneälven. Die Provinz liegt zum größten Teil in der ebenen Küstenlandschaft, ihre höchste Erhebung ist mit 594 m der Vitberget im Westen bei Vidsel. Der Küste vorgelagert ist ein Schärengürtel, der bis zu 40 Kilometer breit ist. Größere Städte sind von Süden nach Norden Piteå, Luleå, Kalix und Haparanda.
Trotz ihrer Lage am Meer hat die Provinz Norrbotten ein kontinentales Klima mit großen Temperaturunterschieden zwischen den Jahreszeiten (mittlere Temperatur im Juli liegt 15˚ bis 16˚C und im Januar bei -10˚ bis -14˚C) und geringen Niederschlägen (400 bis 600 mm/Jahr).

## Geschichte
Mit dem Rückgang der Gletscher nach der letzten Eiszeit vor etwa 9000 Jahren kamen Menschen nach Norrbotten, die an der Küste siedelten. Fischfang und Jagd bildeten die wirtschaftliche Grundlage für die Bevölkerung, die Rentierzucht begann lange nach Christi Geburt. Die Norrbottnische Kulturgruppe ist eine eigenständige Kultur der Steinzeit. Ab 1000 n. Chr. entstand eine bäuerliche Kultur.
Die ersten schriftlichen Quellen stammen aus dem 14. Jahrhundert. Die Grenzen zwischen Russland und Schweden in Nordskandinavien waren damals noch unklar. In den 1320er und 1330er Jahren wurde eine Kolonisation der Flusstäler des Pite- und Luleälven eingeleitet und das Gebiet damit unter schwedische Herrschaft gestellt.
Anfang des 17. Jahrhunderts wurden die Küstenstädte Piteå und Luleå gegründet, um den Handel zu erleichtern und die staatliche Kontrolle zu verstärken. Hüttenwerke entstanden im Norden der Provinz.
Im 19. Jahrhundert begann die Industrialisierung der Region. Forstwirtschaft und holzverarbeitende Industrie gewannen an Bedeutung wie auch die eisenverarbeitende Industrie nach der Erschließung der Erzvorkommen in Lappland. Der Bau der Eisenbahnhauptstrecke Stockholm-Boden und der Erzbahn von Boden über Kiruna nach Narvik machte Boden zu einem wichtigen Verkehrsknotenpunkt. 1901 wurde auch mit dem Bau der Festung Boden begonnen.
Die erste Hälfte des 20. Jahrhunderts war geprägt von einem Industrialisierungsschub. Stahlwerke, Zellstofffabriken und Sägewerke wurden in den Küstenstädten gegründet. Gleichzeitig schrumpfte die Landwirtschaft und die Landbevölkerung zog in die Städte.

## Landschaftssymbole
- Tier: Unglückshäher
- Blume: Allackerbeere
- Fisch: Zwergmaräne
- Vogel: Singschwan